# صلاح عبدالسلام
صلاح عبدالسلام (تلفظ فرانسوی: [ˈsala ˌabdɛslam]; زادهٔ ۱۵ سپتامبر ۱۹۸۹) متهم تروریستی مراکشی-فرانسوی متولد بلژیک است که متهم به دست‌داشتن در حملات نوامبر ۲۰۱۵ پاریس است. وی در ۱۸ مارس ۲۰۱۶ (۲۸ اسفند ۱۳۹۴) در جریان عملیات گستردهٔ پلیس بلژیک و فرانسه در محلهٔ سن-ژان-مولنبیک بروکسل دستگیر شد.